# Pommer

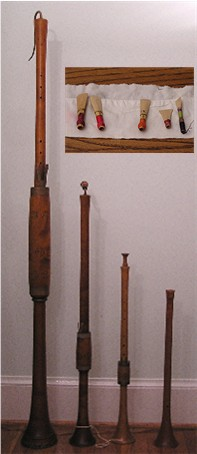
Pommern mit Rohrblättern

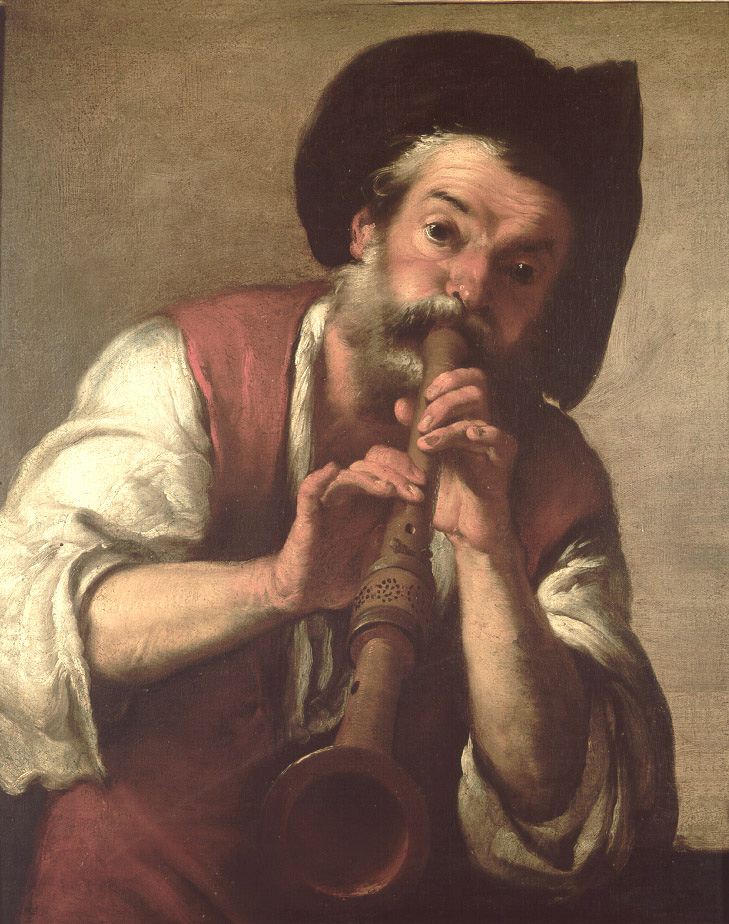
Bernardo Strozzi: Pommerspieler

Der Pommer, auch Bombarde genannt, ist ein Holzblasinstrument mit Doppelrohrblatt und konischer Bohrung, das zu Beginn des 15. Jahrhunderts aus der Schalmei entwickelt und gleichermaßen in Kunst- wie Volksmusik gespielt wurde. Das ungebogene Schallrohr besteht aus einem Stück. Es weist sechs bis sieben Grifflöcher auf, daneben eine bis vier Klappen, geschützt von einer fässchenförmigen Kapsel, der sogenannten Fontanelle. Höhere Lagen sind mit einer Pirouette versehen, der Bass-Pommer mit einem S-Bogen.
Der starke, scharfe Ton der Pommern blieb bis ins 18. Jahrhundert vor allem in Frankreich beliebt, besonders für Musik unter freiem Himmel. Die maßgeblich von Jean de Hotteterre entwickelte Oboe löste die Schalmei im ausgehenden 17. Jahrhundert ab; aus den größeren, tiefer klingenden Pommern entstanden dagegen erst im 18. Jahrhundert entsprechende Nachfolgeinstrumente (insbesondere Oboe da caccia, Englischhorn und Oboe d’amore). Zur Aufführung von Musik der Renaissance werden heute meist Nachbauten der Pommern gespielt.

## Name
Das Instrument wurde zunächst in romanischen Sprachen als bombarda, bombardo oder bombarde bezeichnet, abgeleitet vom lateinischen Wort bombus für ein tiefes Brummen oder Summen. Im Deutschen entwickelten sich daraus Varianten wie bombart und bumbart sowie bomhart, bumhart und pumhart und schließlich die verkürzte Form Pommer.
Einige der älteren Wortformen, wie (die) Bombarde, (der) Bombart oder (der) Bomhard/Bomhart, konnten sich neben Pommer halten. Die Bezeichnung Bombarde gilt auch für Instrumente desselben Typs, die noch heute in der Bretagne gespielt werden (siehe Bombarde).
Schalmeien (hohe Tonlagen) und Pommern (tiefere Tonlagen) bilden zusammen eine Instrumentenfamilie. Die Diskant-Instrumente wurden also meist als Schalmeien bezeichnet.

## Lagen
Michael Praetorius führt in seinem Verzeichnis der Musikinstrumente „siebenerlei Pommern“ auf, die er zusammenfassend auch als „Pommer und Schalmeien“ bezeichnet (Teil 2 des Syntagma musicum, 1619):
- Klein-Diskant (h’–h’’) – Praetorius nennt dieses Instrument Gar klein Schalmey (vgl. dazu die Bezeichnung Garkleinblockflöte)
- Diskant (d’–a’’) – Praetorius nennt dieses Instrument Schalmey
- Klein-Alt (g–d’’)
- Groß-Alt bzw. Nicolo (c–g’)
- Tenor (G–g’)
- Bass (C–h)
- Groß-Bass

Die Einteilung nach Praetorius gilt nicht für sämtliche Pommern in verschiedenen Regionen. Es wurden auch Schalmeien und Pommern mit anderen Stimmlagen und Tonumfängen gebaut.

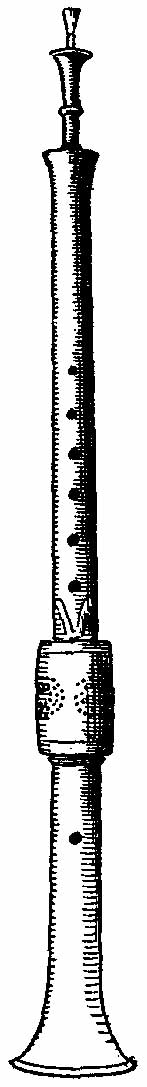
Alt-Pommer
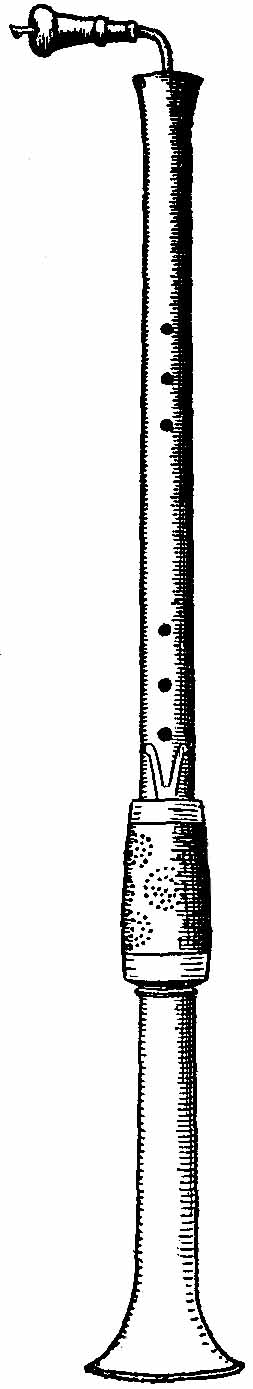
Tenor-Pommer